# Vöröstó
Vöröstó község Veszprém vármegyében, a Veszprémi járásban.

## Fekvése

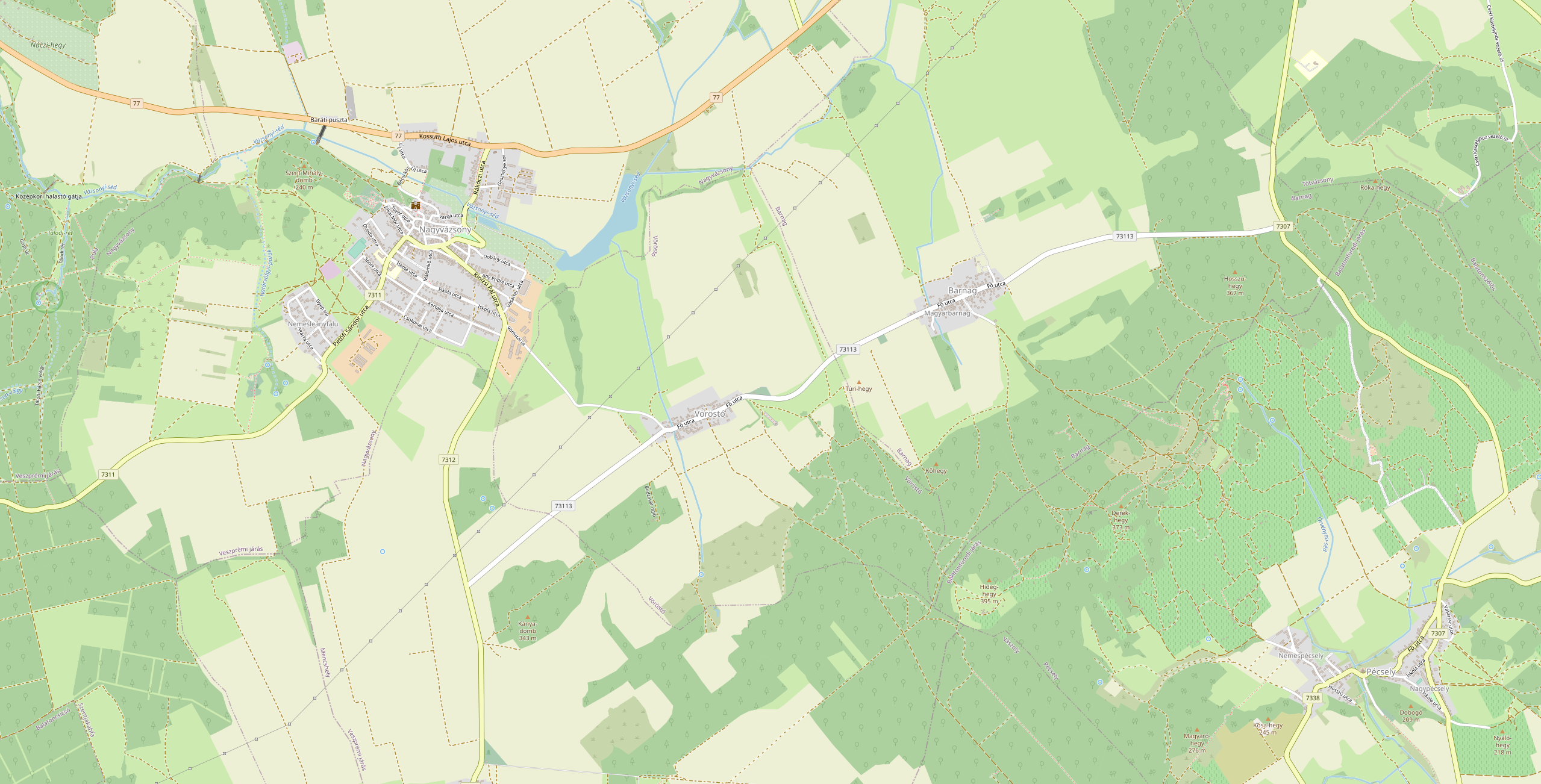
A település és környékének térképe

A Balaton-felvidéken, Nagyvázsonytól délkeletre fekvő település. Főutcája a 73 113-as út, ami Barnag és Mencshely külterületei közt húzódik 6,6 kilométer hosszban, kelet-nyugati irányban, de egy korlátozott forgalmú önkormányzati út vezet innen Nagyvázsony központjába is.

## Története
A település és környéke ősidők óta lakott hely volt. Területén kőkorszakból származó csiszolt kőszerszámok, kőbalták kerültek elő. A falu a török megszállás alatt elnéptelenedett, 1671-ben már csak mint pusztát említették. Egykori lakói a közeli Vanyolára költöztek.
1652-ben a környező településekkel együtt a Zichy család kapta meg Vöröstót adományként, ők 1714-ben a faluba szlovák családokat telepítettek, azok azonban egy éven belül megszöktek innen. 1722-ben Honbachból származó németeket telepítettek Vöröstóra, akik borkereskedelmük révén felvirágoztatták a falut.
A település a 20. század elején Veszprém vármegye Veszprémi járásához tartozott. 1910-ben 300 lakosából 56 magyar, 244 német volt. Ebből 293 római katolikus, 6 evangélikus volt.

## Közélete

### Polgármesterei
- 1990–1994: Leitold Ferenc (független)[3]
- 1994–1998: Leitold Ferenc (független)[4]
- 1998–2002: Bujtás György (független)[5]
- 2002–2006: Rákos Margit (független)[6]
- 2006–2010: Rákos Margit (független)[7]
- 2010–2014: Rákos Margit (független)[8]
- 2014–2019: Rákos Margit (független)[9]
- 2019–2024: Fekete-Tracz Gabriella (független)[10]
- 2024– : Fekete-Tracz Gabriella (független)[1]

## Népesség
A település népességének változása:
| Lakosok száma | 83   | 84   | 81   | 124  | 89   | 104  | 103  |
|               | 2013 | 2014 | 2015 | 2021 | 2022 | 2023 | 2024 |

A 2011-es népszámlálás során a lakosok 91,4%-a magyarnak, 37% németnek mondta magát (6,2% nem nyilatkozott; a kettős identitások miatt a végösszeg nagyobb lehet 100%-nál). A vallási megoszlás a következő volt: római katolikus 69,1%, evangélikus 2,5%, felekezeten kívüli 14,8% (13,6% nem nyilatkozott).
2022-ben a lakosság 92,1%-a vallotta magát magyarnak, 33,7% németnek, 1,1% cigánynak, 7,9% egyéb, nem hazai nemzetiségűnek (7,9% nem nyilatkozott; a kettős identitások miatt a végösszeg nagyobb lehet 100%-nál). Vallásuk szerint 44,9% volt római katolikus, 3,4% református, 1,1% evangélikus, 3,4% egyéb keresztény, 14,6% felekezeten kívüli (32,6% nem válaszolt).

## Nevezetességei
- Kálvária-kápolna